# 工藤嶺 (バレーボール)
工藤 嶺（くどう れい、1997年12月5日 - ）は、日本の元女子バレーボール選手である。

## 来歴
千葉県千葉市出身。両親や実姉の影響で小学1年次からバレーボールを始める。昭和学院中学校から千葉県立柏井高等学校に進んだ。
同校では長らくセンタープレーヤーとしてプレーしたが、後にレフトにコンバートされた。同級で全日本ジュニア代表の中元南とともにチームを牽引して、2015年1月の第67回全日本バレーボール高等学校選手権大会ではベスト4に食い込む活躍を見せた。
2015年2月に行われた全日本ジュニア世代の大会である全日本ジュニアオールスタードリームマッチでは中元とともに敢闘賞に選出された。同年7月のインターハイでも柏井高校はベスト8に入り、自らも優秀選手賞を獲得した。
2016年2月1日、デンソーエアリービーズ公式サイトにて入団内定が発表された。同期入団は中元南、小口樹葉、中川千世ら。
同年3月のV・チャレンジマッチでデンソーはV・チャレンジリーグIに降格するも、同年7月のV・サマーリーグでは準優勝し、工藤はフレッシュスター賞を獲得した。
同年10月29日から始まったバレーボール2016/17VチャレンジリーグIでは、開幕戦の対KUROBEアクアフェアリーズ戦でスタメンとして出場、13得点をあげてVチャレンジリーグIデビューを果たした。以後同リーグ戦の全試合でスタメンを務めた。
2017年5月にU-23代表に選出され、タイのナコンラチャシマで開催された第2回アジアU-23女子バレーボール選手権に出場。決勝まで駒を進めた全日本は、ホームのタイに0-2のビハインドの場面から第三セットよりスターターとして出場した工藤らの奮闘で大逆転勝利を掴んだ。
2017年11月5日のVプレミアリーグ対JTマーヴェラス戦に途中出場して10得点をあげて、Vプレミアリーグデビューを飾った。
2021年7月4日、愛知県のスカイホール豊田で開催されたV・サマーリーグ女子西部大会で最優秀選手賞を受賞し、デンソーエアリービーズのサマーリーグ初優勝に貢献した。
2022年、2021-22シーズン終了をもって現役を引退した。2022-23シーズンよりチームの事務局を務める。

## 球歴
- 全日本U-23代表：2017年
  - アジアU-23選手権：2017年（優勝）

## 所属チーム
- 大津ヶ丘ジュニア[1]
- 昭和学院中学校（2010-2013年）[1]
- 千葉県立柏井高等学校（2013-2016年）
- デンソーエアリービーズ（2016-2022年）

## 受賞歴
- 2015年 インターハイ：優秀選手賞
- 2015年 全日本ジュニアオールスタードリームマッチ：敢闘賞
- 2016年 V・サマーリーグ：フレッシュスター賞
- 2021年 V・サマーリーグ女子西部大会：最優秀選手賞[13][14]

## 個人成績
V.LEAGUEの個人成績は下記の通り（ファイナルステージ、VCup含む）。
| 大会            | チーム          | 出場     | 出場        | アタック | アタック | アタック | アタック | バックアタック | バックアタック | バックアタック | バックアタック | アタック 決定本数 | ブロック | ブロック       | サーブ | サーブ         | サーブ   | サーブ | サーブ | サーブ   | サーブレシーブ | サーブレシーブ | サーブレシーブ | サーブレシーブ | 総得点      | 総得点      | 総得点   | 総得点      |
| --------------- | --------------- | -------- | ----------- | -------- | -------- | -------- | -------- | -------------- | -------------- | -------------- | -------------- | ----------------- | -------- | -------------- | ------ | -------------- | -------- | ------ | ------ | -------- | -------------- | -------------- | -------------- | -------------- | ----------- | ----------- | -------- | ----------- |
| 大会            | チーム          | 試 合 数 | セ ッ ト 数 | 打 数    | 得 点    | 失 点    | 決 定 率 | 打 数          | 得 点          | 失 点          | 決 定 率       | セ ッ ト 平 均    | 得 点    | セ ッ ト 平 均 | 打 数  | ノ 丨 タ ッ チ | エ 丨 ス | 失 点  | 効 果  | 効 果 率 | 受 数          | 成 功 ・ 優    | 成 功 ・ 良    | 成 功 率       | ア タ ッ ク | ブ ロ ッ ク | サ 丨 ブ | 得 点 合 計 |
| V1 2021-22      | デンソー        | 33       | 115         | 877      | 281      | 49       | 32       | 292            | 74             | 28             | 25.3           | 2.44              | 16       | 0.14           | 324    | 4              | 11       | 30     | 88     | 9.1      | 108            | 55             | 28             | 63.9           | 281         | 16          | 15       | 312         |
| V1 2020-21      | デンソー        | 26       | 92          | 728      | 268      | 50       | 36.8     | 192            | 61             | 19             | 31.8           | 2.91              | 17       | 0.18           | 302    | 3              | 8        | 16     | 97     | 10.3     | 234            | 105            | 54             | 56.4           | 268         | 17          | 11       | 296         |
| V1 2019-20      | デンソー        | 26       | 78          | 678      | 229      | 36       | 33.8     | 133            | 40             | 12             | 30.1           | 2.94              | 12       | 0.15           | 292    | 3              | 5        | 13     | 88     | 9.2      | 372            | 163            | 97             | 56.9           | 229         | 12          | 8        | 249         |
| V1 2018-19      | デンソー        | 27       | 61          | 539      | 168      | 31       | 31.2     | 47             | 12             | 4              | 25.5           | 2.75              | 9        | 0.15           | 175    | 2              | 4        | 12     | 39     | 7.3      | 431            | 181            | 99             | 53.5           | 168         | 9           | 6        | 183         |
| V1 2017-18      | デンソー        | 24       | 35          | 262      | 84       | 10       | 32.1     | 9              | 1              | 0              | 11.1           | 2.40              | 4        | 0.11           | 72     | 1              | 1        | 10     | 27     | 8.7      | 172            | 45             | 49             | 40.4           | 84          | 4           | 2        | 90          |
| V2 2016-17      | デンソー        | 18       | 46          | 332      | 131      | 24       | 39.5     | 32             | 8              | 5              | 25.0           | 2.85              | 5        | 0.11           | 151    | 1              | 2        | 8      | 61     | 11.8     | 213            | 134            | 0              | 62.9           | 131         | 5           | 3        | 139         |
| CM 2016-17      | デンソー        | 2        | 1           | 5        | 1        | 0        | 20.0     | 0              | 0              | 0              | -              | 1.00              | 0        | -              | 3      | 0              | 0        | 0      | 0      | 0.0      | 3              | 3              | 0              | 100.0          | 1           | 0           | 0        | 1           |
| 通算：6シーズン | 通算：6シーズン | 158      | 428         | 3421     | 1162     | 200      | 34       | 705            | 196            | 68             | 27.8           | 2.71              | 63       | 0.15           | 1319   | 14             | 31       | 89     | 400    | 9.3      | 1533           | 686            | 327            | 55.4           | 1162        | 63          | 45       | 1270        |